# William Tannen (attore)
William Tannen (New York, 17 novembre 1911 – Woodland Hills, 2 dicembre 1976) è stato un attore statunitense.

## Biografia
Attore caratterista, nella sua lunga carriera iniziata nel 1934 e finita nel 1969, prese parte a trecento tra pellicole e film tv. Era figlio dell'attore Julius Tannen (1880-1965) e fratello di Charles Tannen (1915-1980), anche lui attore. Dal 1935 al 1936, fu sposato con l'attrice Donrue Leighton.

## Filmografia parziale

### Cinema
- The Spectacle Maker, regia di John Farrow (1934)
- My Grandfather's Clock, regia di Felix E. Feist (1934)
- The Band Plays On, regia di Russell Mack (1934)
- Il domatore di donne (She Couldn't Take It), regia di Tay Garnett (1935)
- L'incrociatore misterioso (Murder in the Fleet), regia di Edward Sedgwick (1935)
- Alibi Racket, regia di George B. Seitz (1935)
- Ritorna se mi ami (Flight Command), regia di Frank Borzage (1940)
- La febbre del petrolio (Boom Town), regia di Jack Conway (1940)
- Il dottor Jekyll e Mr. Hyde (Dr. Jekyll and Mr. Hyde), regia di Victor Fleming (1941)
- For Me and My Gal, regia di Busby Berkeley (1942)
- La donna del giorno (Woman of the Year), regia di George Stevens (1942)
- Nazi Agent, regia di Jules Dassin (1942)
- Avventura al Cairo (Cairo), regia di W. S. Van Dyke (1942)
- Il nemico ci ascolta (Air Raid Wardens), regia di Edward Sedgwick (1943)
- Lo spettro di Canterville (The Canterville Ghost), regia di Jules Dassin (1944)
- Baciami e lo saprai! (Twice Blessed), regia di Harry Beaumont (1945)
- Suprema decisione (Command Decision), regia di Sam Wood (1948)
- Alaska Patrol, regia di Jack Bernhard (1949)
- I Cheated the Law, regia di Edward L. Cahn (1949)
- Facciamo il tifo insieme (Take Me Out to the Ball Game), regia di Busby Berkeley (1949)
- I Barkleys di Broadway (The Barkleys of Broadway), regia di Charles Walters (1949)
- L'isola dei pigmei (Pygmy Island), regia di William Berke (1950)
- La roccia di fuoco (New Mexico), regia di Irving Reis (1951)
- Straniero in patria (Jack Mccall, Desperado), regia di Sidney Salkow (1953)
- I pirati dei sette mari (Raiders of the Seven Seas), regia di Sidney Salkow (1953)
- Non cercate l'assassino (99 River Street), regia di Phil Karlson (1953)
- Baciami Kate! (Kiss Me Kate), regia di George Sidney (1953)
- The Great Diamond Robbery, regia di Robert Z. Leonard (1954)
- The Golden Idol, regia di Ford Beebe (1954)
- Il tesoro di Capitan Kidd (Captain Kidd and the Slave Girl), regia di Lew Landers (1954)
- La legge contro Billy Kid (The Law vs. Billy the Kid), regia di William Castle (1954)
- La strage del 7º Cavalleggeri (Sitting Bull), regia di Sidney Salkow (1954)
- Annibale e la vestale (Jupiter's Darling), regia di George Sidney (1955)
- Robin Hood del Rio Grande (Blackjack Ketchum, Desperado), regia di Earl Bellamy (1956)
- Una corda per il pistolero (Noose for a Gunman), regia di Edward L. Cahn (1960)
- Il massacro dei Sioux (The Great Sioux Massacre), regia di Sidney Salkow (1965)

### Televisione
- Le avventure di Jet Jackson (Captain Midnight) – serie TV, episodio 1x02 (1954)
- Climax! – serie TV, episodio 1x21 (1955)
- Le avventure di Campione (The Adventures of Champion) – serie TV, episodi 1x01-1x06 (1955)
- Corky, il ragazzo del circo (Circus Boy) – serie TV, episodio 1x21 (1957)
- Telephone Time – serie TV, episodio 3x27 (1958)
- Cimarron City – serie TV, episodio 1x02 (1958)
- 26 Men – serie TV, episodio 2x01 (1958)
- Rescue 8 – serie TV, episodio 1x20 (1959)
- The Texan – serie TV, episodio 1x37 (1959)
- The Rough Riders – serie TV, episodio 1x37 (1959)
- Tightrope – serie TV, episodio 1x05 (1959)
- Gli uomini della prateria (Rawhide) – serie TV, 5 episodi (1959-1962)
- Ricercato vivo o morto (Wanted: Dead or Alive) – serie TV, episodio 2x31 (1960)
- Perry Mason – serie TV, episodi 3x23-8x07-9x30 (1960-1966)
- Gunslinger – serie TV, episodio 1x08 (1961)
- Corruptors (Target: The Corruptors) – serie TV, episodio 1x02 (1961)
- Pete and Gladys – serie TV, episodio 1x36 (1961)
- Whispering Smith – serie TV, episodio 1x19 (1961)
- Io e i miei tre figli (My Three Sons) – serie TV, episodio 2x27 (1962)
- I detectives (The Detectives) – serie TV, episodio 3x22 (1962)
- Sotto accusa (Arrest and Trial) – serie TV, episodio 1x13 (1963)
- Il virginiano (The Virginian) – serie TV, 3 episodi (1965-1966)
- Cimarron Strip – serie TV, episodio 1x14 (1967)
- Ai confini dell'Arizona (The High Chaparral) – serie TV, episodi 1x07-1x19-1x20-2x16 (1967-1969)